# Rząd Michela Barniera
Rząd Michela Barniera – 45. rząd V Republiki Francuskiej urzędujący od września do grudnia 2024. Powołał go prezydent Emmanuel Macron. Zastąpił funkcjonujący od stycznia 2024 rząd Gabriela Attala.
9 czerwca 2024, po podaniu sondażowych wyników wyborów europejskich wskazujących na słaby wynik rządzącej formacji, prezydent ogłosił rozwiązanie Zgromadzenia Narodowego i zarządzenie przedterminowych wyborów parlamentarnych. Odbyły się one 30 czerwca i 7 lipca tegoż roku. Najwięcej mandatów poselskich zdobyła koalicja lewicy, jednak żadne ze środowisk politycznych nie uzyskało większości w niższej izbie parlamentu. Emmanuel Macron odmówił powołania na premiera paryskiej urzędniczki Lucie Castets, której nominacji domagała się lewica. Ostatecznie funkcję tę 5 września 2024 powierzył Michelowi Barnierowi, należącemu do opozycyjnych centroprawicowych Republikanów. Pozostałych członków gabinetu mianowano 21 września tego samego roku. Stanowiska ministrów objęli przedstawiciele ugrupowań wspierających prezydenta (Renaissance, MoDem, Horizons i UDI) oraz Republikanów.
4 grudnia 2024 Zgromadzenie Narodowe (głównie głosami posłów skrajnie prawicowego Zjednoczenia Narodowego oraz lewicowej koalicji Nowy Front Ludowy) przegłosowało wobec rządu wotum nieufności. 13 grudnia nowym premierem został François Bayrou, a dziesięć dni później powołano pozostałych członków nowego gabinetu.

## Skład rządu w dacie powołania
Ministrowie
- Premier: Michel Barnier
- Minister sprawiedliwości i strażnik pieczęci: Didier Migaud
- Minister partnerstwa terytorialnego i decentralizacji: Catherine Vautrin
- Minister spraw wewnętrznych: Bruno Retailleau
- Minister edukacji narodowej: Anne Genetet
- Minister do spraw Europy i spraw zagranicznych: Jean-Noël Barrot
- Minister kultury: Rachida Dati
- Minister obrony i kombatantów: Sébastien Lecornu
- Minister transformacji ekologicznej, energii, klimatu i zapobiegania zagrożeniom: Agnès Pannier-Runacher
- Minister gospodarki, finansów i przemysłu: Antoine Armand
- Minister zdrowia i dostępności opieki społecznej: Geneviève Darrieussecq
- Minister solidarności, autonomii oraz równości kobiet i mężczyzn: Paul Christophe
- Minister mieszkalnictwa i rewitalizacji miast: Valérie Létard
- Minister rolnictwa, suwerenności żywnościowej i leśnictwa: Annie Genevard
- Minister pracy i zatrudnienia: Astrid Panosyan-Bouvet
- Minister sportu, młodzieży i aktywności społecznych: Gil Avérous
- Minister szkolnictwa wyższego i badań naukowych: Patrick Hetzel
- Minister służb publicznych, uproszczenia procedur i transformacji działań publicznych: Guillaume Kasbarian
- Minister przy premierze do spraw terytoriów zamorskich: François-Noël Buffet
- Minister przy premierze do spraw budżetu i rachunków publicznych: Laurent Saint-Martin

Ministrowie delegowani (podlegli innym ministrom)
- Ds. Europy: Benjamin Haddad (przy premierze oraz ministrze do spraw Europy i spraw zagranicznych)
- Ds. kontaktów z parlamentem: Nathalie Delattre (przy premierze)
- Rzecznik prasowy rządu: Maud Bregeon (przy premierze)
- Ds. koordynacji: Marie-Claire Carrère-Gée (przy premierze)
- Ds. obszarów wiejskich, handlu i rzemiosła: Françoise Gatel (przy ministrze partnerstwa terytorialnego i decentralizacji)
- Ds. transportu: François Durovray (przy ministrze partnerstwa terytorialnego i decentralizacji)
- Ds. morskich i rybołówstwa: Fabrice Loher (przy ministrze partnerstwa terytorialnego i decentralizacji)
- Ds. bieżącego bezpieczeństwa: Nicolas Daragon (przy ministrze spraw wewnętrznych)
- Ds. wyników nauczania i szkoleń zawodowych: Alexandre Portier (przy ministrze edukacji narodowej)
- Ds. handlu zagranicznego i diaspory: Sophie Primas (przy ministrze do spraw Europy i spraw zagranicznych)
- Ds. energii: Olga Givernet (przy ministrze transformacji ekologicznej, energii, klimatu i zapobiegania zagrożeniom)
- Ds. przemysłu: Marc Ferracci (przy ministrze gospodarki, finansów i przemysłu)
- Ds. gospodarki społecznej i solidarnościowej oraz partycypacji: Marie-Agnès Poussier-Winsback (przy ministrze gospodarki, finansów i przemysłu)
- Ds. gospodarki turystycznej: Marina Ferrari (przy ministrze gospodarki, finansów i przemysłu)
- Ds. rodziny i wczesnego dzieciństwa: Agnès Canayer (przy ministrze solidarności, autonomii oraz równości kobiet i mężczyzn)

Sekretarze stanu
- Przy ministrach: Othman Nasrou, Thani Mohamed Soilihi, Laurence Garnier, Salima Saa, Clara Chappaz

## Zmiany w składzie rządu
27 września 2024
Nowymi ministrami delegowanym zostali Jean-Louis Thiériot (przy ministrze obrony i kombatantów) oraz Charlotte Parmentier-Lecocq (ds. osób niepełnosprawnych, przy ministrze solidarności, autonomii oraz równości kobiet i mężczyzn).